# Змийска колона (Солун)
 Тази статия е за колоната в Солун.  За колоната в Истанбул вижте Змийска колона (Истанбул).  
Фидиевият мрамор (на гръцки: Μάρμαρο του Φιδιού) или Стелата на змиите или Змийската колона (на гръцки: Μάρμαρο του Φιδιού, на турски: Yılan Mermer) е античeн паметник в Солун, Гърция. Представлява мраморен пиедестал на стълб, върху който вероятно е почивала статуя.

## Местоположение
Колоната е разположена на улица „Агиос Димитриос“, срещу сградата на електрическата компания, на разстояние около 430 m от западната стена на Солун на античния път, започващ от Литийната порта и завършващ при Новата Златна порта.

## История
Местна легенда гласи, че в османско време върху него се събирали много змии, които жителите безуспешно се опитвали да прогонят дори с помощта на равин и на ходжа.
Според някои мнения колоната е единственият оцелял паметник от елинистическата епоха в града и вероятно е била част от обществена сграда. Според археоложката Теодосия Стефаниду-Тивериу обаче това е основата на безплатно издигната статуя, вероятно на император, от периода от IV до VI век, част от култа към императора.
В османско време колоната е използвана като стълб за осветление, на който е имало маслена, по-късно газова и накрая електрическа лампа. На колоната е имало и чешма с корито. Местният еврейски квартал е носил името ѝ - Йълан Мермер. Михаил Хадзийоану в първата част на книгата си „Термаис или за Солун“, в която се описва историята и археологията на града, издадена в 1879 година, споменава, че паметникът е наречен Змийски мрамор (Οφεος μάρμαρον/Yilan mermer) и прави предположение, че името се дължи на поставена върху колоната змия. Габриеле Каваца, секретар на венецианския посланик Лоренцо Бернардо, посетил града в 1591 година, също свързва паметника с поставена на него змия и твърди, че е обект на поклонение, но го поставя в различен район и твърди, че е направен от порфир.
Преди Големия пожар от 1917 година е на площадче, известно като „Платия Офеон“ (Змийски площад). В гръцко време е използван като телефонен стълб. Колоната не пострадва при пожара.

## Описание
Колоната е правоъгълен монолитен стълб, широк 0,95 m от всяка страна и висок 3,5 m. Поставена е на шестстепенен пиедестал. Цялата конструкция заедно със статуята вероятно е достигала 13 или 15 - 16 m. Крепидата се състои от каменни блокове с пространства между тях, запълнени с хоросан и малки камъни. Под шестото и най-долно стъпало е основата от здрав камък. Заедно с крепидата общата височина на конструкцията е 5,80 m. Всички страни на пиедестала са украсени с правоъгълна вълнообразна рамка. В короната е оформена долна широка лента и над нея има вълнообразен корниз със зъби, висока вдлъбната вълна, подобна на кавето. На тази корона се опира висок цокъл, за да поддържа основата на колоната, която се състои от спирала, ниска греда и цилиндричен елемент на мястото на втората спирала. На носещата повърхност на колоната има отвор за колче и по-малък отвор. Вертикална пукнатина минава през пиедестала по цялата височина на северната и южната му страна, докато най-добре запазеното лице е северното.
С периодичните работи по поправяне на пътя, пиедесталът на колоната постепенно е покрит. В 1975 година, по повод разширяването на „Агиос Димитриос“, археологическата служба прави разкопки около колоната и разкрива пиедистала, който след това отново е зарит, а колоната е преместена.